# Карафа делла Спина ди Траэтто, Доменико
Доменико Карафа делла Спина ди Траэтто (итал. Domenico Carafa della Spina di Traetto; 12 июля 1805, Неаполь, Неаполитанское королевство — 17 июня 1879, там же) — итальянский куриальный кардинал, доктор обоих прав. Архиепископ Беневенто с 22 июля 1844 по 17 июня 1879. Камерленго Священной Коллегии Кардиналов с 1864 по 27 марта 1865. Секретарь Апостольских бреве с 30 января по 17 июня 1879. Кардинал-священник с 22 июля 1844, с титулом церкви Санта-Мария-дельи-Анджели-э-деи-Мартири с 25 июля 1844 по 12 мая 1879. Кардинал-священник с титулом церкви Сан-Лоренцо-ин-Лучина с 12 мая 1879.